# Acace (curateur)
 (septembre 2022).
Pour les articles homonymes, voir Acace.
Acace (en grec moderne : Ἀκάκιος) est un curateur impérial byzantin, actif à la fin du règne de Justinien Ier (r. 527-565). Il est connu pour son rôle dans un incident de désordre civil des années 560. La principale source à son sujet est un fragment de Jean Malalas.

## Biographie
Acace aurait été un curateur impérial (en grec : βασιλικός κουράτωρ). Ses fonctions ne sont pas mentionnées. Il a pu servir comme conservateur d'une domus divina, étant ainsi un vir illustris (sénateur de haut rang), ou il aurait pu être un fonctionnaire du palais.
Acace est connu pour avoir eu une fille. Lorsque ladite fille a été violée, Acace a tenté de punir le violeur présumé. Le violeur se trouvait être un membre de la faction verte des courses de chars, et les actions d'Acace ont conduit à un nouveau conflit entre les Verts et les Bleus dans le quartier Pittacia de Constantinople. Le fragment peut être daté en toute sécurité des années 560, daté entre 562 et 565. Malalas mentionne ailleurs un incident survenu à Pittacia en octobre 562, mais on ne sait pas si ces incidents sont liés.

## Sources
- Evans, James Allan Stewart (1996), The age of Justinian: the circumstances of imperial power, Routledge,  (ISBN 978-0-415-02209-5)
- Martindale, John R.; Jones, A.H.M.; Morris, John (1992), The Prosopography of the Later Roman Empire, Volume III: AD 527–641, Cambridge University Press,  (ISBN 0-521-20160-8)